# 邳城镇
邳城镇，是中华人民共和国江苏省徐州市邳州市下辖的一个乡镇级行政单位。区域面积90.90平方千米。

## 行政区划
邳城镇下辖以下地区：
城东社区、邳城村、城西村、城北村、城山村、新山河村、艾山村、鹿山村、汤家村、河口村、祁家村、坡里村、双庙村、草寺村、吕滩村、加口村、白园村、大王庙村、百户村、谢湖村、葛埠村、刘瓦房村和郭池村。